# Liste des monuments classés de Saint-Josse-ten-Noode
Cet article recense le patrimoine immobilier protégé à Saint-Josse-ten-Noode. Le patrimoine immobilier protégé fait partie du patrimoine culturel en Belgique.
|    | Le bien                                                      | Date de clas.               | Année     | Architecte                     | Style                      | Adresse                                                                                 | Coordonnées                 | ID                      | Photo |
| -- | ------------------------------------------------------------ | --------------------------- | --------- | ------------------------------ | -------------------------- | --------------------------------------------------------------------------------------- | --------------------------- | ----------------------- | ----- |
| 1  | Ancien cinéma Marignan                                       | 27 mars 1997                | 1957-1958 | Arthur Meuleman, G. Rousseau   | Contemporain               | Chaussée de Louvain 33                                                                  | 50° 50′ 59″ N, 4° 22′ 17″ E | 2273-0014/0             |       |
| 2  | Ancien cinéma Mirano                                         | 27 mars 1997                | 1942      | R. Ajoux                       | Modernisme                 | Chaussée de Louvain 38                                                                  | 50° 50′ 58″ N, 4° 22′ 17″ E | 2273-0013/0             |       |
| 3  | Ancien Hôtel Cohn-Donnay                                     | 8 août 1988                 | 1841      |                                | Néoclassique               | Rue Royale 316                                                                          | 50° 51′ 27″ N, 4° 22′ 04″ E | 2273-0007/0             |       |
| 4  | Ancien immeuble de bureaux RVS                               | 8 août 1988                 | 1936      | Jos Duynstee                   | Art déco                   | Rue Royale 284                                                                          | 50° 51′ 23″ N, 4° 22′ 01″ E | 2273-0006/0             |       |
| 5  | Ancienne gare de Saint-Josse-ten-Noode                       | 26 septembre 1996           | 1885      | V. Maillet, H. Joniaux         | Néo-Renaissance flamande   | Chaussée de Louvain 195                                                                 | 50° 51′ 02″ N, 4° 22′ 50″ E | 2273-0024/0             |       |
| 6  | Anciens Établissements Mommen                                | 24 septembre 1992           | 1874-1910 | Ernest Hendrickx               | Éclectisme                 | Rue de la Charité 37                                                                    | 50° 50′ 52″ N, 4° 22′ 14″ E | 2273-0012/0             |       |
| 7  | Atelier du peintre Herman Courtens                           | 16 juin 2005 3 juillet 1997 | 1922      | Antoine Courtens               | Éclectisme                 | Rue Braemt 97 - 99                                                                      | 50° 51′ 08″ N, 4° 22′ 31″ E | 2273-0026/1 2273-0026/0 |       |
| 8  | Bains de Saint-Josse-ten-Noode                               | 4 juin 2009                 | 1933      | Jos Bytebier, Schaessens       | Art déco                   | Rue Saint-Francois 23 - 27                                                              | 50° 51′ 24″ N, 4° 21′ 55″ E | 2273-0043/0             |       |
| 9  | Chapelle Sainte-Julienne                                     | 30 mars 1989                | 1884-1886 | Joris Helleputte, J.-p. Martin | Néo-gothique, Néoclassique | Rue de la Charité 41                                                                    | 50° 50′ 51″ N, 4° 22′ 13″ E | 2273-0008/0             |       |
| 10 | Chêne vert (Quercus ilex)                                    | 10 mars 2005                |           |                                | Arbre remarquable          | Rue du Cadran 28                                                                        | 50° 51′ 12″ N, 4° 22′ 31″ E | 2273-0034/0             |       |
| 11 | Église paroissiale Saint-Josse                               | 4 juin 2009                 | 1865      | Jules-Jacques Van Ysendyck     | Néo-baroque                | Chaussée de Louvain 99, place Saint-Josse, rue Saint-Josse 62                           | 50° 51′ 01″ N, 4° 22′ 28″ E | 2273-0028/0             |       |
| 12 | Ensemble de maisons éclectiques                              | 4 mars 1999                 | 1902-1904 |                                | Éclectisme                 | Square Armand Steurs 8 - 19, rue du Moulin 214                                          | 50° 51′ 12″ N, 4° 22′ 38″ E | 2273-0022/0             |       |
| 13 | Érable sycomore (Acer pseudoplatanus)                        | 10 mars 2005                |           |                                | Arbre remarquable          | Rue des Coteaux 20                                                                      | 50° 51′ 19″ N, 4° 22′ 28″ E | 2273-0035/0             |       |
| 14 | Hôtel Charlier                                               | 15 juillet 1993             | 1844      |                                | Néoclassique               | Avenue des Arts 16                                                                      | 50° 50′ 51″ N, 4° 22′ 12″ E | 2273-0010/0             |       |
| 15 | Hôtel communal de Saint-Josse-ten-Node                       | 22 octobre 1992             | 1910-1911 | Léon Govaerts                  | Beaux-Arts                 | Avenue de L'astronomie 13                                                               | 50° 51′ 03″ N, 4° 22′ 10″ E | 2273-0019/0             |       |
| 16 | Hôtel Vaxelaire                                              | 26 avril 1989               | 1916      | L. Sauvage                     | Beaux-Arts                 | Avenue de L'astronomie 9 - 10                                                           | 50° 51′ 01″ N, 4° 22′ 10″ E | 2273-0009/0             |       |
| 17 | Jardin botanique                                             | 15 mai 1964                 |           |                                | Parc                       | Rue Gineste, Rue Royale 236, rue Royale, boulevard Saint-Lazare, avenue Victoria Regina | 50° 51′ 17″ N, 4° 21′ 50″ E | 2273-0001/0             |       |
| 18 | Maison Art nouveau                                           | 14 avril 1994               | 1903      | Léon Sneyers                   | Art nouveau                | Rue du Vallon 22                                                                        | 50° 50′ 56″ N, 4° 22′ 19″ E | 2273-0015/0             |       |
| 19 | Maison Art nouveau                                           | 14 avril 1994               | 1903      | Léon Sneyers                   | Art nouveau                | Rue du Vallon 24                                                                        | 50° 50′ 57″ N, 4° 22′ 19″ E | 2273-0016/0             |       |
| 20 | Maison Art nouveau                                           | 14 avril 1994               | 1903      | Léon Sneyers                   | Art nouveau                | Rue du Vallon 26                                                                        | 50° 50′ 57″ N, 4° 22′ 19″ E | 2273-0017/0             |       |
| 21 | Maison Art nouveau                                           | 14 avril 1994               | 1903      | Léon Sneyers                   | Art nouveau                | Rue du Vallon 28                                                                        | 50° 50′ 57″ N, 4° 22′ 19″ E | 2273-0018/0             |       |
| 22 | Maison néoclassique                                          | 8 août 1988                 | 1827-1830 |                                | Néoclassique               | Rue Royale 241                                                                          | 50° 51′ 25″ N, 4° 22′ 05″ E | 2273-0005/0             |       |
| 23 | Maison personnelle de l'architecte Jean-Pierre Cluysenaar    | 11 septembre 1992           | 1841-1846 | Jean-Pierre Cluysenaar         | Néoclassique               | Avenue des Arts 10 - 11                                                                 | 50° 50′ 53″ N, 4° 22′ 11″ E | 2273-0011/0             |       |
| 24 | Maison personnelle de l'architecte Léon Govaert              | 29 juin 2000                | 1899      | Léon Govaerts                  | Art nouveau                | Rue de Liedekerke 112                                                                   | 50° 51′ 08″ N, 4° 22′ 29″ E | 2273-0030/0             |       |
| 25 | Maison personnelle et atelier de l'architecte Michel Mayeres | 12 mars 1998                | 1904      | Michel Mayeres                 | Art nouveau                | Rue Potagere 150                                                                        | 50° 51′ 21″ N, 4° 22′ 26″ E | 2273-0029/0             |       |
| 26 | Mûrier noir (Morus nigra)                                    | 22 décembre 2005            |           |                                | Arbre remarquable          | Rue Potagère 117                                                                        | 50° 51′ 16″ N, 4° 22′ 22″ E | 2273-0036/0             |       |
| 27 | Platane commun (Platanus x hispanica)                        | 13 juillet 2006             |           |                                | Arbre remarquable          | Rue de la Poste 51                                                                      | 50° 51′ 25″ N, 4° 21′ 59″ E | 2273-0038/0             |       |
| 28 | Site du square Armand Steurs                                 | 17 juin 1993                |           |                                | Square                     | Square Armand Steurs                                                                    | 50° 51′ 12″ N, 4° 22′ 41″ E | 2273-0021/0             |       |